# Raffaello Bettazzi
Raffaello Bettazzi (Torino, 10 settembre 1892 – San Lazzaro di Savena, 5 ottobre 1983) è stato un politico italiano. Figlio del matematico Rodolfo Bettazzi. Sposato con Teresa Maglioni con cui ebbe sette figli: Rodolfo, Giuseppe, Luigi (poi divenuto vescovo), Maria Clementina, Anna Maria, Maria Pia e Giovanni.

## Biografia
Ingegnere, attivo nelle file della Democrazia Cristiana, venne eletto al consiglio comunale di Treviso nella prima legislatura del 1946, ricoprendo anche la carica di assessore. Fu sindaco della città dal marzo 1948 al giugno 1951, alla guida di due giunte (1948-1949, 1949-1951).